# Cacique Apoquindo
El Cacique Apoquindo es un mito urbano existente en Las Condes, Santiago de Chile, para explicar la toponimia de Apoquindo.

## Origen del nombre
Apoquindo es el nombre de un asentamiento prehispánico ubicado al oriente de la ciudad de Santiago de Chile, a los pies de la precordillera, en la actual comuna de Las Condes. Este asentamiento posteriormente fue conocido con el nombre del Pueblo de indios de Apoquindo y traspasó su toponimia a una hacienda, al cerro Apoquindo, la cascada, la avenida Apoquindo y a otros hitos urbanos de esa comuna.
Su nombre proviene del idioma quechua y significa “ramillete de flores para el (cerro) guardian” (en quechua: 'apu-kintu', "cerro tutelar" - "ofrenda de hojas de coca"). El nombre está directamente relacionado con la veneración que se realizaba en la cultura inca al Apu del valle del Mapocho.
Cuando los incas conquistaban una zona elegían como Apu al cerro más alto, siendo este Apu un lugar de veneración y sacrificios. En la cultura inca los Apu prestaban cuidado y tutelaje a los habitantes de los valles que eran regados por sus cumbres.  
El Apu wamani regional era el Cerro El Plomo, y en el de Apoquindo se cosechaban las mejores flores para realizar las ofrendas, o bien este cerro era un Apu mamani local a menor escala. Además, desde el Apoquindo partían las caravanas que iban en dirección al Cerro El Plomo para realizar el Capac Cocha. Muchos creen que se trató de un cacique local mapuche pero eso es un mito urbano. Sin embargo, existe una referencia a Apoquindo como capitán en la reunión de principales de 1541 previo al ataque a Santiago del 11 de septiembre siendo descrita por Mariño de Lobera (página 70).

## El caserío de Apoquindo
El lonco local que estaba a cargo de los terrenos del Apukintu (Apoquindo), era el Lonko Huara Huara. Su caserío estaba en los terrenos ocupados actualmente por la Clínica Las Condes.